# Meriș
Meriș – wieś w Rumunii, w okręgu Mehedinți, w gminie Broșteni. W 2011 roku liczyła 570 mieszkańców.